# XeTeX
XeTeX ([ˈziːtɛx] ZEE-tekh
або [ˈziːtɛk];) — це рушій для складання текстів, що використовує юнікод і підтримує сучасні шрифтові технології такі як OpenType, Graphite і AAT. Початково написаний Джонатаном К'ю і розповсюджуваний під X11 ліцензією вільного ПЗ.
Спочатку розроблений лише для Mac OS X, наразі доступний для всіх основних платформ. Він рідно підтримує юнікод і уставно вважає, що входові файли в UTF-8 кодуванні. XeTeX може використовувати будь-які шрифти встановлені в операційній системі без налаштування TeX font metric і здатен використовувати просунуті типографічні можливості з OpenType, AAT і Graphite технологій, такі як альтернативні гліфи і плески, необов'язкові чи історичні лігатури і змінні ваги шрифтів.

## Приклад
У прикладі нижче наведено початковий текст (на XeLaTeX, компіляція командою xelatex) і його рендеринг. Використано шрифт Linux Libertine.
| \documentclass[11pt]{article} \usepackage{fontspec} \setmainfont[Ligatures=TeX]{Linux Libertine O} \begin{document} \section{Unicode support} \subsection{English} All human beings are born free and equal in dignity and rights. \subsection{Íslenska} Hver maður er borinn frjáls og jafn öðrum að virðingu og réttindum. \subsection{Українська} Усі люди народжені вільними і рівними в гідності і правах. \subsection{Tiếng Việt} Tất cả mọi người sinh ra đều được tự do và bình đẳng về nhân phẩm và quyền lợi. \subsection{Ελληνικά} Ὅλοι οἱ ἄνθρωποι γεννιοῦνται ἐλεύθεροι καὶ ἴσοι στὴν ἀξιοπρέπεια καὶ τὰ δικαιώματα. \section{Legacy syntax} When he goes---``Hello World!''\\ She replies---“Hello dear!” \section{Ligatures} \fontspec[Ligatures={Common, Historic}]{Linux Libertine O Italic} Questo è strano assai! \section{Numerals} \fontspec[Numbers={OldStyle}]{Linux Libertine O}Old style: 1234567\\ \fontspec[Numbers={Lining}]{Linux Libertine O}Lining: 1234567 \end{document} | The rendered output. |